# Lower Largo

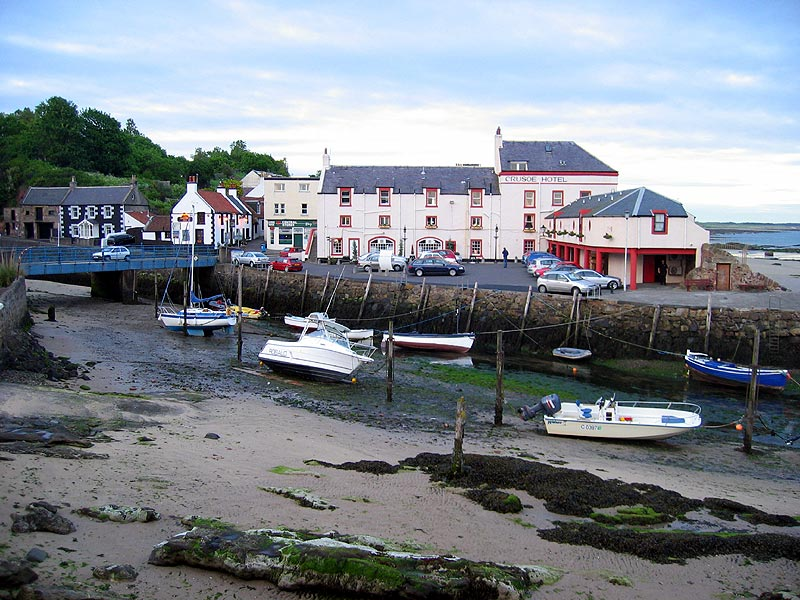
Lower Largo

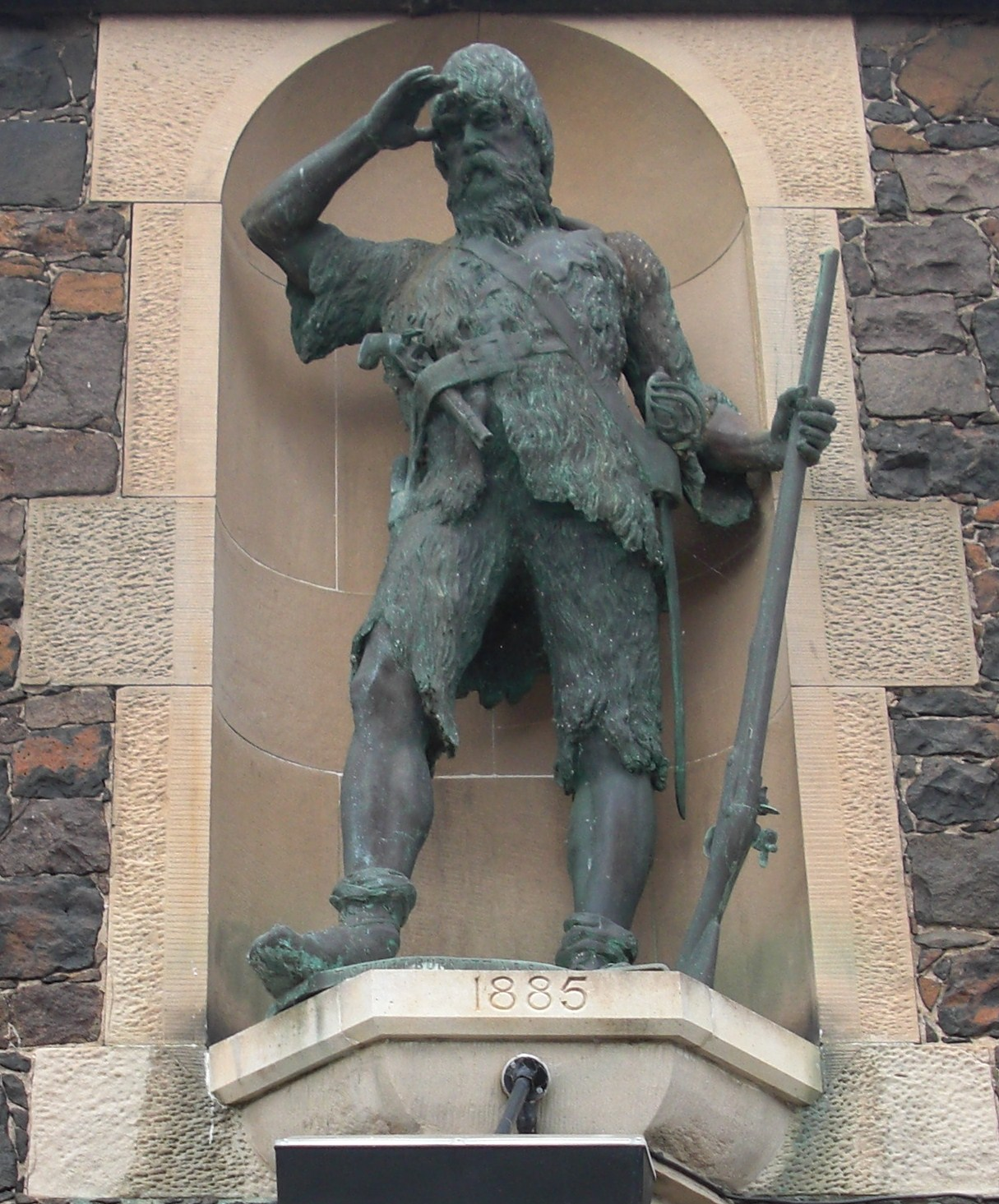
Alexander Selkirk

Lower Largo o Seatown of Largo è un villaggio del Fife, Scozia, Regno Unito situato nella parte settentrionale del Firth of Forth.
Lower Largo, un antico villaggio di pescatori, è diventato famoso per essere il luogo di nascita di Alexander Selkirk, l'ispiratore del Robinson Crusoe di Daniel Defoe.
Attualmente parte dei suoi abitanti svolgono la propria attività lavorativa presso i vicini centri maggiori.